# Оук Ајланд (Тексас)
Оук Ајланд (енгл. Oak Island) насељено је место без административног статуса у америчкој савезној држави Тексас.

## Демографија
По попису из 2010. године број становника је 363.
| Група             | 2000.    | 2010.       |
| Белци             | 0 (0,0%) | 211 (58,1%) |
| Афроамериканци    | 0 (0,0%) | 5 (1,4%)    |
| Азијати           | 0 (0,0%) | 64 (17,6%)  |
| Хиспаноамериканци | 0 (0,0%) | 80 (22,0%)  |
| Укупно            | 0        | 363         |